# جاش گروبن
جاشوا وینسلو گروبن (به انگلیسی: Joshua Winslow Groban) (متولد ۲۷ فوریه ۱۹۸۱) خواننده، ترانه‌سرا، نوازنده پیانو، درامر و بازیگر آمریکایی که بیشتر به‌خاطر صدای بم رسا و مستعدش معروف است. سبک او از موسیقی کلاسیک تا پاپ متغیر است.

## زندگی‌نامه
جاشوا وینسلو گروبن در ۲۷ فوریه ۱۹۸۱ در لس آنجلس در ایالت کالیفرنیا از پدری یهودی آمریکایی (از نسل مهاجران لهستانی و روس) و مادری آمریکایی نروژی‌تبار متولد شده‌است. پدرش پس از ازدواج مسیحی شد و جاش در خانواده‌ای پروتستان وابسته به کلیسای اپیسکوپال پرورش یافت. او برادری به نام کریستوفر دارد که چهارسال از او کوچک‌تر است ولی روز تولدش با او یکی است.

## آثار
او در موسیقی پایانی فیلم تروآ با آهنگسازی جیمز هورنر همراه با تانیا تزاروسکا آهنگ مرا به یادآور (Remember Me) را خوانده‌است. او همچنین در فیلم قطار سریع‌السیر قطبی ساخته رابرت زمکیس آهنگ «باور» (Believe) را خوانده‌است که ساختهٔ آلن سیلوستری و گلن بالارد است.

## آلبوم‌ها
- جاش گروبن (Josh Groban) سال ۲۰۰۱
- نزدیکتر (closer) سال ۲۰۰۳
- بیداری (Awake) سال ۲۰۰۶
- با تو (With You) سال ۲۰۰۷
- نوئل (Noël) سال ۲۰۰۷
- روشنایی‌ها (illuminations) سال ۲۰۱۰
- پلها (Bridges) سال ۲۰۱۸

## کنسرت‌ها
- کنسرت جاش گروبن ۲۰۰۲
- اجرای زنده در گریک تئاتر لس آنجلس ۲۰۰۴
- تور awake سال ۲۰۰۷
- شطرنج در کنسرت در سال ۲۰۰۸